# 스매쉬 (샤프 펜슬)
스매쉬(영어: Smash, 일본어: スマッシュ)는 일본의 기업인 펜텔(Pentel)에서 생산하는 필기용 샤프 펜슬이다. 일본 아마존의 "Best of 2014연간 랭킹(필기구)"에서 1위를 차지한 펜텔의 샤프 스매쉬는 1986년 출시한 것이니 37년 동안의 롱셀러가 된다. 한때 단종 되었다가 0.5가 먼저 복각 되었고 후에 0.3이 2019년 복각 되었다. 복각 후 노브에 심경이 새겨져 있고, 재질이 유광에서 무광으로 바꿨다. 기본 제품은 검은색이며 전부 0.3, 0.5, 0.7, 0.9 그리고 볼펜. 5가지로 생산되었다. 특이점은 0.3과 볼펜은 나머지와 달리 1년 뒤 굿디자인 어워드에 모습을 드러내었다. 펜텔의 젊은 개발자들이 개발한 것으로 알려져 있으며, 복각 이후에는 클리너핀이 사라졌다. PG5, 그래프 1000과 다르게 샤프에 클리너핀이 없다. 초창기 생산품 중엔 SMASH대신 Q1000이 대신 적혀있는 것도 있다. 이는 주로 내수용보다는 수출용 모델에 적혀있었으며 모든 심경도, 모든 색상, 볼펜에 이르기까지 확인되고 있다. 2019년 3월 23일에 스매쉬의 0.3 모델이 복각되었다.

## 개발
개발 컨셉은 선행하고 나오던 제도용 샤프 그래프 1000 사양의 일반 필기용 샤프를 만들겠다는 것이었다. 일반 필기용이라고 거칠게 사용할 수 있는 것도 개발 테마에 있었다고 한다. 참고로 1986년 당시 샤프라고 하면 캐릭터 물건과 100엔이라는 저가의 것이 속속 나오고 온 시대였다. 그러한 가운데 1,000엔의 일반 필기용 샤프라는 것은 상당히 이색적인 존재였다.
또 한 가지, 개발 당시의 후문으로 이런 일도 있었다. 그래프 1000 개발은 펜텔 숙련 개발자가 담당했던 반면 스매쉬 개발은 입사한지 몇 년의 20대 디자이너와 기획 담당자였다. 궁극의 프로용 제도용 샤프 펜슬로 이미평가를 얻고 있었던 그래프 1000의 뒤를 따라갈 것이 스매쉬였다.
이런 계기를 통해서 발매된 이듬해인 1987년에는 굿디자인상 교육용품 부문 대상을 수상했다.

## 외관
촉과 선단이 일체형으로 그래프 1000과 비교하면 몸통이 두껍고 짧으며 계단식 디자인이 도색 벗겨짐에 약점인 그래프 1000보다 도색이 잘 안 벗겨진다. 격자 모양 42개의 고무 돌기 듀얼 그립은 호불호가 갈리는데 징그럽다거나 뽈록뽈록한 느낌이 싫다는 등의 반응 등이 존재한다. 노브는 특이하게도 펌프 모양이다. 디자인 의도는 바디 전체에 일체감을 갖고 싶었다고 하는 목적이 있었다. 컨셉의 터프함을 연출하기 때문에 디자인은 오토바이 등에 붙어 있는 충격 흡수 장치에서 따왔다고 한다. 노크하자 노브가 꽉 움츠려 모습은 보고만 있어도 매우 즐거운 것이다. 샤프심이 클러치에 결착 되어 있지 않을 때 펌프 모양의 노브와 몸통 사이에 간격이 생기므로 샤프심의 상태를 눈으로 확인할 수 있다. 이는 그래프 1000도 마찬가지인데 그래프 1000의 경우 육안으로 확인이 어렵다.
제도용 샤프 펜슬에는반드시 있는 심경도를 표시하는 심경도 표시계를 스매쉬는 제도용 샤프 펜슬가 아님에도 갖추고 있다. 일반용 샤프로개발하여 당초 심경도 표시계를 달지 않겠다는 얘기는 진행될 것 같다. 그러나 기획 담당자인 마츠 자키씨는 꼭 넣고 싶었다. 거기에서 당시 사장을 설득한 것이라고 한다. 사장으로부터 "왜 심 경도 표시할 필요가 있는가?"라는 질문에마츠 자키 씨는 "사용자에 대한 배려입니다"라고 답했다는 것이다. 확실히 실용상에서 말하면, 일반 사용자가 "B"과 "HB"의 심경도 표시를먼저 자주 구사하지는 않을 것이다. 그러나 여기에 심경도 표시계를 준비하는 것에서 사용자는 이 스매쉬를더 즐길 수 있을 것이라고 생각했다.

## 필기감
42개의 고무돌기로 이루어진 정교한 그립이 손이 잡는 곳을 편안하게 해준다. 그러나 손이 큰 사람은 손이 클립에 자꾸 걸리적거릴 수 있으니 주의해야 한다.

### 메커니즘
스매쉬 내에 탑재되고 있는 샤프의 메커니즘은 그래프 1000과 같은 것이 사용되고 있다. 마치 레이스용 엔진이 탑재됐다는 승용차와 같은 이미지다. 그래서 그래프1000과 맞먹는 성능을 보여주면서, 필기감도 비슷하다. 다만 스매쉬가 무게가 조금 더 있고, 샤프의 길이도 짧은 편이기 때문에 그래프 1000에 비해 상대적인 호불호가 꽤 존재하는 필기구기도 하다. 원래 그래프1000의 필기용 버전으로 만든 것이다.
이 메커니즘의 특징으로 샤프의 심장부인 클러치가 금속이라는 것이 있다. 저가의 샤프라고 이 클러치가 플라스틱제인 것도 있다. 금속 클러치가 좋은 것은 심지를 결착한 채 종이 위에서 강하게 필압을 주어도 심이 움직이지 않는다. 플라스틱제의 것이기 때문에 심이 쑥 들어갈 수 있다. 또 노크했을 때 금속 클러치는 정밀하게 심이 나가지만 플라스틱은 심이 나온 뒤에 조금씩 심이 들어가려는 움직임을 하는 경우가 있다. 금속 클러치에는 이러한 강함과 정밀이 있다.

### 그립
샤프에서는 드물게 선단과 그립이 하나의 파트로 되어 있다. 이는 선단이 풀어지는 일이 생기지 않도록 했다는 취지이다. 확실히 샤프를 계속 쓰고 있으면 선단 부분이 느슨해지는 경우가 있다. 이곳이느슨해지면 불안정해지고 글씨가 삐뚤어지게 된다. 일반 사용자가 거칠게 써도 괜찮은 구조가 되는 것이다.
이 선단과 그립을 건드리면 마치 고무 같은 무광 질감이 느꺼진다. 사실 여기는 고무가 아니라 황동으로, 독특한 질감은 무광 특수 도장으로 만들고 있다. 더구나 이 도장은 3번 칠을 하고 있다. 가공 시 가장 손이 많이 가는 부분인 것이다,

### 저중심
샤프의 그립부 전체가 황동이라는 것으로 펜촉 측이 다소 무거운 저중심이다. 그래프1000은 꼭지는 놋쇠 제품이지만 그립은 가벼운 알루미늄제이다. 아주 근소한 차이지만, 그래프 1000 보다. 스매쉬쪽이 더 낮은 중심이 되고 있는 것이다.

### 슬리브
이제는 일반 필기용의 샤프에서도 쉽게 볼 수 있게 된 4mm슬리브는 4mm은 본래 제도용 샤프 펜슬용이였다. 그럼에도 불구하고 4mm로 확대하는 이유는 필기시의 정밀함을 늘리기 때문이었다. 1987년 당시 일반 필기용 샤프의 슬리브는 2~3mm였다. 그런 가운데 스매쉬는 4mm슬리브를 채용했다. 슬리브가 길다는 것은, 한편으로 휘어져서 샤프를 버리게 된다는 위험도 따른다. 그 부러짐에 대해서도 대책을 갖추었다. 선단과 슬리브의 접합부가 단단히 고정되어 험하게 사용해도 잘 파손되지 않는 구조로 되어 있다는 것이다.

## 리미티드 시리즈와 이외 시리즈
기간 한정 스매쉬인 메탈릭 스매쉬를 제외한 나머지는 한색 당 1000개 한정 생산이고, 인기도 많아 이제는 구하기 쉽지 않다.

### 스매쉬 볼펜
의외로 모르는 사람들이 많이 있는데, 이것도 볼펜버전으로 존재한다. 예전에 단종된 상태로 제품명은 B1000이다.

### 스매쉬 뉴컬러에디션
화이트, 그린, 블루, 핑크, 레드가 있다. 화이트와 블루가 제일 인기가 많았다. 화이트는 오레오쿠키 같은 느낌을 준다. 2016년에 복각됐는데, 일본 로프트와 도큐 핸즈에서 한정 판매했다.

### 메탈릭 스매쉬
Q1000z로 표기된다. 촉-선단은 은색 메탈에메탈을 입힌 배럴의 색깔에 따라 메탈릭 레드, 메탈릭 블루, 메탈릭실버, 메탈릭 그린, 메탈릭 핑크가 있다. 메탈 스매쉬라고도 불리며 기간한정으로 생산되었다. 완성도가 매우낮아 비공식 생산이라는 말이 돌아다닐 정도다. 예를 들어 메탈펄의 번짐이나 마블링도 잘 보이는데, 펜텔의 고질적인 문제이다. 펜텔의 회색 플라스틱이면 전부 마블링이들어간다. 그리고 뉴컬러에디션을 포함해서 한국에서만 유통되는 한정판 제품들은 하나같이 하이브리드에 준하는비공식 제품이다.

### 스매쉬 컬러에디션
컬러에디션복각판은 오직 수출을 위해 만들어진 복각 한정판이며, 컬러에디션 구형(원본)(그린그레이. 블루그레이. 그레이)은 90~98년까지 생산된 변종이다.구형은 0.5 뿐만 아니라 볼펜 역시 같이 생산되었다. 세트도있는 것으로 확인된다. 지스형과 봉지형으로 나뉘며, 복각후 시세가 땅을 쳤다.

### 스매쉬 그레이 한정복각판
2015년 7월에 발매된 내수용 한정판으로, 일본아마존에서 사전예약을 받았고 현재는 다 팔렸다. 일본에서는 12년만에복각된 컬러에디션이다.

### 스매쉬 하이브리드(가칭)
하이브리드라는 이름은 국내에 처음 두 자루를 들여온 수집가가 지은 비공식 가칭이다. 80~90년대에 비공식 한정판의 형태로 생산된 것으로 추정되며 펜텔 사에서도 그 정체와 공식 제품명을 알지못한다. 색상은 분홍색, 녹색, 파란색이 존재하며, 일본 옥션에서 한번 매물 나오면 평균 2~3만엔(한화 약 20~30만원)정도에 낙찰된다. 하지만 모르는 사람이 보기에는 그냥 80~90년대 느낌의 색이 독특한 스매쉬일 뿐이다.

### PQ6
퍼슨즈 콜렉션이라는 일본의 다이어리 회사와의 콜라보레이션한정판이다. 한정판이긴 하지만 듀얼 그립이 아니기에, 변종으로 봐야한다. 파픈팝이 저가형 한정판이라면, 퍼슨즈 콜렉션은중저가형(보통 1000엔)한정판이라 볼 수 있는데, 볼펜판 역시 존재하며, 제품명은 PB6이다.

### 스매쉬 샴페인골드
2017년 초에 일본 일부 문구 사이트에서 한정 판매했다. 정가는 1,500엔. 일반판 보다 500엔비싸다.

### 일본 아마존 한정판
2017년 발매되었으며, 일본 아마존 단독으로 네이비, 건메탈릭색상을 한정 판매하였다. 이후 브라운 색상을 신규로 한정 판매하였다.

### 도큐핸즈 한정판
2017년 발매되었으며, 색상은 실버, 블루, 그린이 있다. 도큐핸즈 오프라인 매장에서만 판매되는 한정판이다. 실버 색상의 경우 국내에서 발매된 메탈릭 스매쉬의 실버와 비슷하지만 색상이 미세하게 다르다. 2018년 4월 1일에신색상이 발매되었고, 색상은 검은색+회색그립에 검은색 배럴, 검은색+회색그립에 흰색 배럴이 있다. 2018년 12월 다시 신색상 보르도가 발매되었다.

### 코챤포 한정판
색상은 4종{옐로, 퍼플,핑크, 그린(Pantonegreen)}이며, 일본 오프라인 한정판이다.

### 골드 에디션
2019년 5월 2일 전후로 출시하였다.정가는 33000원으로 색상은 [골드+골드],[골드+실버],[골드+블랙]이 있다.그립과 클립에 24k금도금이 되어 있다.

## 추가 내용
앞에서 언급했듯이스매쉬의 후속작으로 펜텔 XS가 계획되었다. 그러나 실상은 변형모델로 그립을 2줄만 넣었고 펌프 노브, 심경도계도 삭제되었다. 그립은 잡기 편하기는 하지만 샤프는 편마모 현상이 있기 때문에 0.5mm 이상의 경우 민감한 사람은 돌려써야 하는데 그립의 모양상 돌려쓰기에 적합하지 않다. 결국 이 제품은 흑역사가 되었다.
2017년에 스매쉬 지우개도 발매됐다. 지우개 색상은 검정이며 아인지우개에 포장만 바꾼 듯하다. 정가는 60엔이다.

문구랜드에서 2007년 국내에 아직 수요가 있는 단종 직전의 스매쉬 주문을 펜텔에 넣었고
스매쉬를 최소 약 3000자루 이상 주문을 해야한다는 회신을 받아 과감하게 스매쉬 0.5미리 주문을 넣었다고 한다.
간간히 한국시장에서 판매로 명맥을 유지했던 스매쉬는 2014년 한 일본인 유트버가 스매쉬를 소개한 이후
기사회생하며 스매쉬 출하량이 급격하게 증가했고 일본내에서 그래프1000보다 스매쉬가 더 많이 팔리게 되었다.
관련된 일본기사
https://xtrend.nikkei.com/atcl/contents/18/00226/00004/?P=1
https://toyokeizai.net/articles/-/216514